# Hessea cinnamomea
Hessea cinnamomea là một loài thực vật có hoa trong họ Măng tây. Loài này được (L'Hér.) T.Durand & Schinz mô tả khoa học đầu tiên năm 1894.

## Hình ảnh

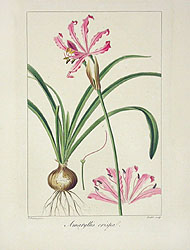
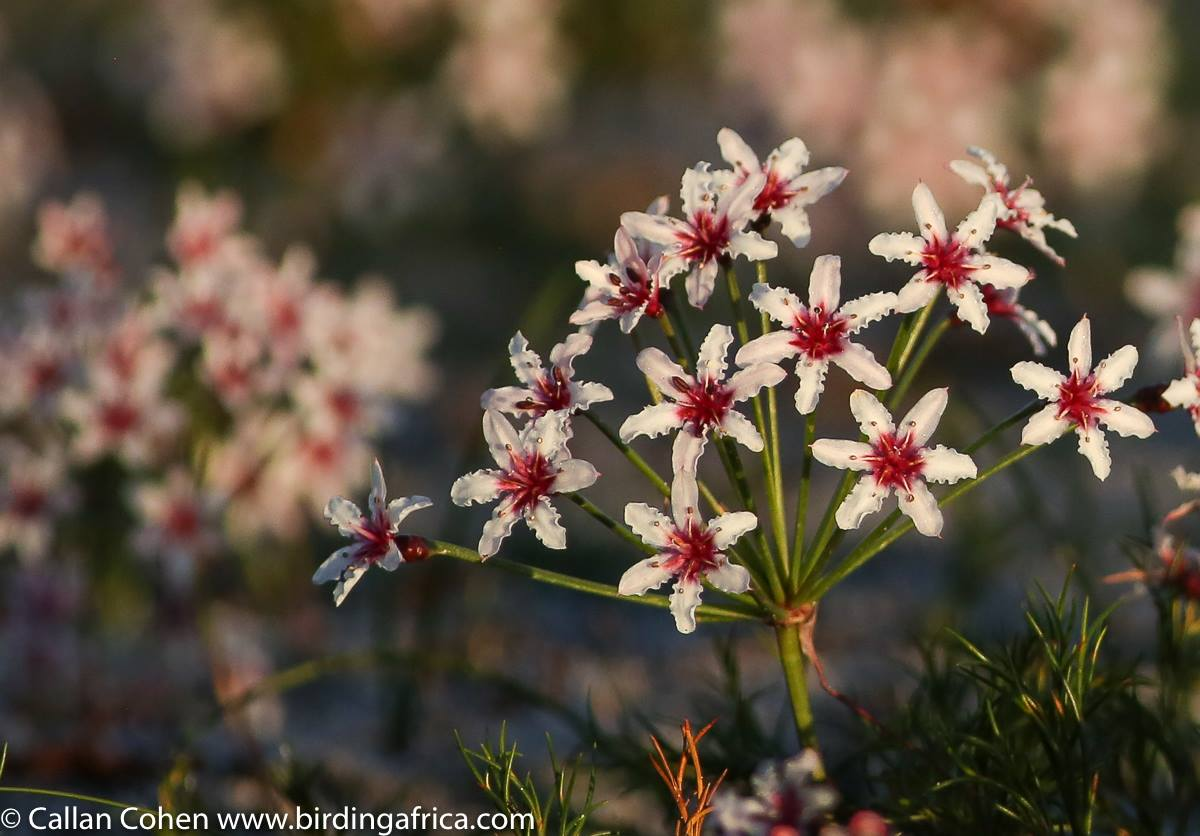